# مالك بن المرحل السبتي
مالك بن المرحل السبتي (604 هـ مالقة - 699 هـ فاس) شاعر الدولة المرينية الكبير بالمغرب الأقصى وأديب عصره.

## سيرته
هو أبو الحكم مالك بن عبد الرحمن بن علي بن عبد الرحمن ابن فرج بن أزرق بن منير بن سالم بن فرج ابن المرحل السبتي، تلقى تعليمه بإشبيلية وسبتة وفاس وتولى صناعة التوثيق بمدينة سبتة والقضاء في غرناطة وغيرها وعمل في ديوان يعقوب المنصور المريني وابنه. كان كثير النظم واتسعت شهرته في الوسط، وبات يعرف باسم شاعر المغرب.
وذكره أبو حيان الأندلسي في تفسيره (البحر المحيط) باسم
أبو الحكم مالك بن عبد الرحمن بن علي بن عبد الرحمن بن الفرج أبو الحكم بن المرحل المالقي النحوي

## قالوا فيه
- يقول ابن الخطيب في الإحاطة في أخبار غرناطة: شاعر المغرب وأديب صقعه وحامل الراية المعلم بالشهرة المثل في الإكثار الجامع بين سهولة اللفظ وسلالة المعنى وإفادة التوليد وإحكام الاختراع.
- ويقول العلامة عبد الله كنون في النبوغ المغربي في الأدب العربي: كان في عصره شاعر المغرب غير مدافع وأطبع شعرائه أسلوبا وأرشقهم لفظا وأبلغهم معنى استعان على ذلك بالمقاصد اللسانية لغة وبيانا ونحوا وعروضا وقافية وحفظا للجيد من الشعر واضطلاعا بمعرفة معانيه وتراكيبه.

## مؤلفاته
خلف مالك بن المرحل آثارا علمية كثيرة في فنون المعرفة المختلفة غالبها منظوم منها:
- متن موطأة الفصيح نظم فصيح ثعلب.
- الوسيلة الكبرى المرجو نفعها في الدنيا والأخرى.
- المعشرات النبوية.
- العشريات الزهدية.
- أرجوزة في العروض.

## من أشعاره في مدينة سبتة
و له فيها أيضا:

## من أشعاره في نصرة المسلمين في الأندلس
ذكر ابن أبي زرع في كتابه الذخيرة السنية في تاريخ الدولة المرينية (ص: 98-99) أن الأديب مالك بن المرحل صنع قصيدة يحرض فيها بني مرين وسائر المسلمين على جهاد الكافرين ونصرة من في بلاد الأندلس من المسلمين المستضعفين وهذه القصيدة قرئت في صحن جامع القرويين بعد صلاة الجمعة سنة 662 هـ ونذكر بعض الأبيات من القصيدة:
قصيدته التي تدعو إلى اجابة استنجاد ابن الأحمر صاحب غرناطة بيعقوب المنصور على عدوه الإسبان والتي يقول فيها اثر استجابة يعقوب للطلب ونذكر بعض الأبيات من القصيدة:

## في المدح السياسي
بين ايدينا قصيدة واحدة قالها يهنيء بها ولي العهد ابي مالك بفتح مراكش مع الاسف لا نتوفر على ديوانه في هذا الموضوع لانه مفقود، وكان قد مدح مهنئا ولي العهد ابي مالك بفتح مراكش بعد أن استخلصها المرينيون من الموحدين بقصيدته المدحية التي يقول فيها:

## وفاته
توفي الأديب مالك بن المرحل السبتي سنة 699 هـ بفاس وعمره خمس وتسعين سنة، دفن خارج باب الجيسة، وآخر ما قال يوم موته وأمر أن يكتب على قبره: